# Rob Stoner
Rob Stoner (* 20. April 1948 in New York City) als Robert David Rothstein ist ein amerikanischer Rock-Musiker, Songwriter und Musiklehrer.
Noch während Stoner bis 1969 das Columbia College seiner Heimatstadt besuchte, konnte er mit seiner Band einen Autoren-Vertrag mit Jerry Leiber und Mike Stoller abschließen. In den frühen 1970er Jahren wurde er ein gefragter Session-Gitarrist, -Bassist und -Vokalist. Eines der bekanntesten Stücke, auf denen er zu hören ist, ist Don McLeans American Pie. Mit seiner eigenen Rockabilly-Band „Rockin’ Rob and the Rebels“ nahm er ab 1973 auch in eigener Sache für Epic Records auf. Bob Dylan verpflichtete Stoner 1975 für die Aufnahmen seines Albums Desire und die anschließende, zweijährige Rolling Thunder Revue. Auch auf Dylans Studioalben Biograph und Hard Rain sowie auf den Live-Alben At Budokan und Live 1975 ist Stoner am Bass und im Backgroundgesang zu hören.
Anschließend brachte er auf MCA Records und Sun Records zwei von der Kritik gelobte, eigene Alben heraus. In den 1980ern und 1990ern blieb Stoner ein gefragter Session- und Livemusiker, dessen Dienste unter anderem von Link Wray, Chuck Berry, Chris Spedding, Ringo Starr, Robert Gordon, Bruce Springsteen, Emmylou Harris, Carl Perkins, Joni Mitchell, Joan Baez, Pete Seeger, Billy Idol, Stevie Ray Vaughan, Carlos Santana, Eric Clapton und vielen anderen in Anspruch genommen wurden. Er schrieb auch drei Musicals, die in New York zur Aufführung gelangten. 
Heute lebt Rob Stoner im Rockland County und gibt Unterricht in Gesang, Bass, Gitarre und Songwriting.